# جوش كوب
جوش كوب (17 أغسطس 1990 بليستر في المملكة المتحدة - ) (بالإنجليزية: Josh Cobb)‏ هو لاعب كريكت بريطاني. لعب مع Barisal Bulls ‏ ونادي مقاطعة ليسترشاير للكريكت ‏ ونادي مقاطعة نورثامبتونشير للكريكت ‏ وSylhet Strikers ‏ وDhaka Capitals ‏.

## وصلات خارجية
- جوش كوب على موقع إي آس بي آن كريك إنفو (الإنجليزية)